# Sieben Plagen der Endzeit

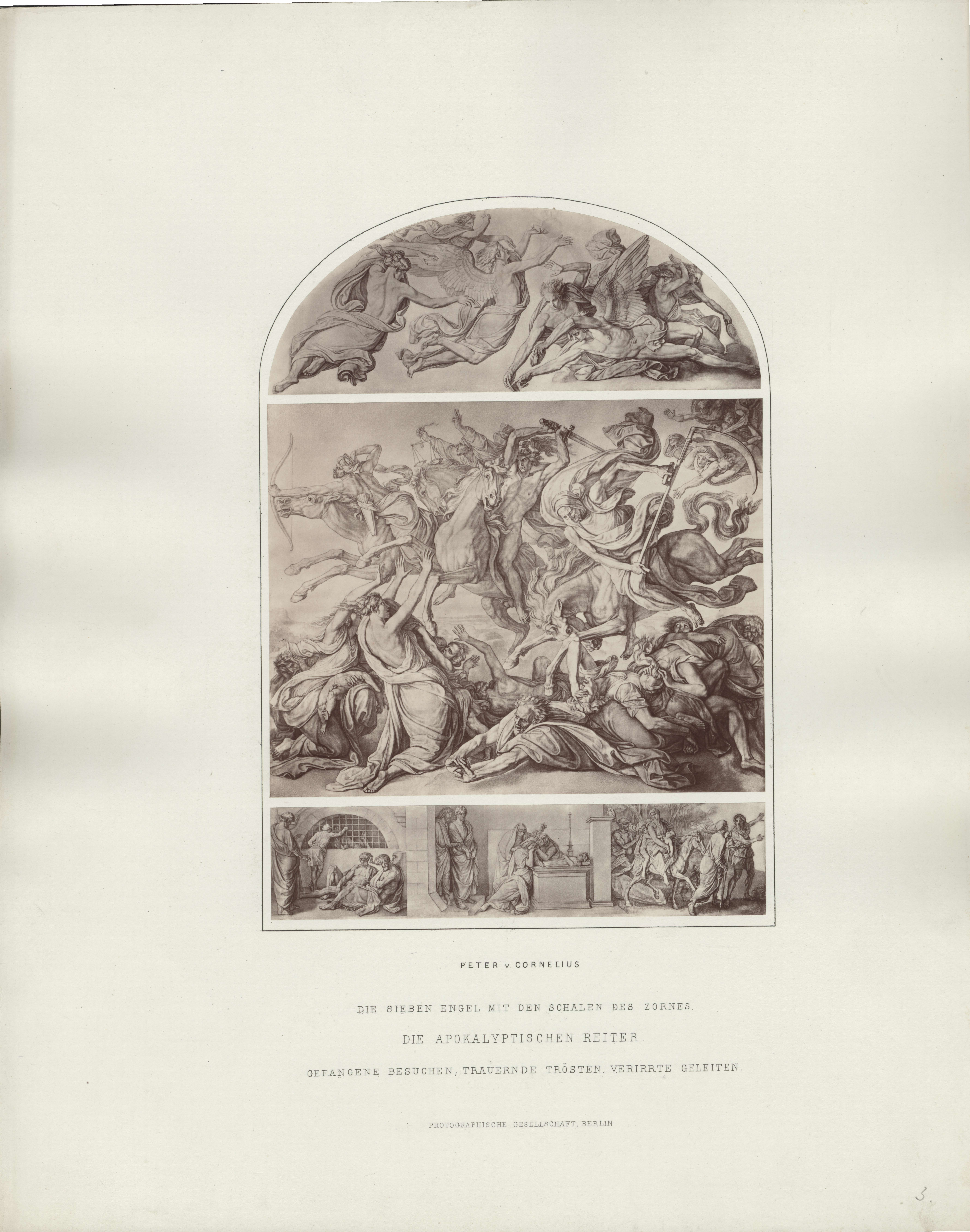
Die sieben Engel mit den Schalen des Zornes. Karton von Peter von Cornelius für den unvollendeten Campo Santo in Berlin (oberer Teil)

Die Sieben Plagen der Endzeit (oder die „Schalen des Zorns“) bezeichnen eine thematische Einheit in der Offenbarung des Johannes im Neuen Testament der Bibel. Hier folgt auf die Visionen der sieben Siegel (Offb 6 ) und der sieben Posaunen (Offb 8–9 ) die Vision der sieben Plagen (Offb 15–16 ). Die Plagen gehen aus der siebten Posaune hervor und sind Teil des Gerichtshandelns Gottes in der Endzeit.

## Die sieben Plagen
Die sieben Plagen der Johannesapokalypse sind:
1. Böse Geschwüre an Menschen mit Kennzeichen des Tieres
2. Meerwasser wird zu Blut und Tod aller Meereslebewesen
3. Flüsse und Quellen werden zu Blut
4. Sonne versengt Menschen mit großer Hitze
5. Reich des Tieres wird verfinstert
6. Austrocknung des Stromes Euphrat; Armeen bereiten sich auf den Weltkrieg vor
7. Größtes Erdbeben seit Menschengedenken vernichtet alle Inseln und Berge; großer Hagel fällt auf die Erde hernieder.

## Höhepunkt der sieben Plagen
Verbunden mit den Plagen ist in der Bibel die Wiederkunft Christi. Die sieben Plagen knüpfen an die letzte Schlacht zu Harmageddon an, die in der 7. Plage, bei dessen Wiederkunft ausgetragen wird.

## Exegetische Deutung
Die sieben Plagen der Endzeit weisen viele Bezüge zu den Landplagen beim Auszug der Israeliten aus Ägypten des Alten Testaments auf. Während sich z. B. bei der 10. biblischen Plage die Israeliten vor den Auswirkungen schützen konnten, indem sie ihre Häuser als Erkennungsmerkmal mit dem Blut eines Lammes bemalten, gilt bei den Plagen der Endzeit Jesu Blut als Erkennungsmerkmal. Allerdings gibt es auch einige Unterschiede:
1. Die Plagen der Endzeit sind sieben Plagen anstatt zehn
2. Das betroffene Gebiet ist länderübergreifend

Wie die zehn biblischen Plagen dazu erdacht waren, die Israeliten aus der Knechtschaft in Ägypten zu führen, ist es der Sinn der sieben Plagen der Endzeit, die Ungläubigen zur Umkehr zu bewegen.